# Arpinia
Arpinia — рід грибів родини Pyronemataceae. Назва вперше опублікована 1974 року.

## Класифікація
До роду Arpinia відносять 5 видів:
- Arpinia fusispora
- Arpinia inops
- Arpinia luteola
- Arpinia microspora
- Arpinia rahmii